# Parentalia
De Parentalia is een van de belangrijke feesten van de Romeinse Oudheid in de maand februari. Naast de Parentalia zijn er ook de Feralia, Caristia en Terminalia.
De Parentalia waren de Romeinse feestdagen waarop overleden familieleden herdacht werden. Deze feesten duurden negen dagen, de dies parentales genoemd. De Dies Parentales begonnen op 13 februari met een officieel offer door de Vestaalse maagden en eindigden op 21 februari met de publieke ceremoniën der Feralia. Het feit dat het feest negen dagen duurde stond waarschijnlijk symbolisch voor de negen dagen durende rouwtijd.
Volgens Ovidius stond tijdens de Parentalia alles in het teken van de zielen van de overleden verwanten. Gedurende de Parentalia werden er op de graven van de doden en op de wegen kleine giften, zoals offerkransen, vruchten, zout, in wijn geweekt brood en viooltjes neergelegd. Er werden ook maaltijden gehouden op de graven. Daarbij werd ook een gebed uitgesproken om de zielen van verwanten (de divi parentum) te sussen en om hen in hun graven te houden. Ovidius beschrijft in zijn Fasti dat tijdens de Parentalia, omdat het Dies Religiosi waren, geen bruiloften plaatsvonden. Er werd ook geen wierook op de altaren gelegd. De haarden werden niet aangestoken en de tempels waren gesloten. Ambtenaren legden hun ambtsgewaad af. Het is niet duidelijk of deze handelingen gedurende de hele Parentalia werden gesteld. Het is ook mogelijk dat de maatregelen enkel op de Feralia sloegen.
Het is belangrijk om duidelijk het onderscheid te maken tussen de Parentalia en de Lemuria. Terwijl tijdens de Parentalia eer werd betuigd aan de manes (=de geesten der gestorvenen) van de begraven voorouders, was de Lemuria daarentegen het feest van de geesten, die in de lucht zweefden. Tijdens de Lemuria werden er rituelen verricht om zich te verlossen van deze geesten. 
De Parentalia waren in eerste instantie familiefeesten. Naast de parentalia waren er nog persoonlijke dodendagen doorheen het ganse jaar.